# Список символов штата Мэн
В список включены официальные символы штата Мэн, США.
| Тип                | Символ                                 | Изображение |
| ------------------ | -------------------------------------- | ----------- |
| Млекопитающее      | Лось                                   |             |
| Птица              | Черношапочная гаичка                   |             |
| Кошка              | Мейн-кун                               |             |
| Насекомое          | Медоносная пчела                       |             |
| Рыба               | Атлантический лосось                   |             |
| Цветок             | Кисточки и шишки белой восточной сосны |             |
| Растение           | Гаультерия                             |             |
| Дерево             | Сосна веймутова                        |             |
| Ягода              | Дикая черника                          |             |
| Драгоценный камень | Турмалин                               |             |
| Корабль            | «Bowdoin»                              |             |
| Выпечка            | Whoopie pie                            |             |
| Напиток            | Moxie                                  |             |
| Песня              | «State of Maine Song»                  |             |